# 土坂峠
土坂峠（つちさかとうげ）は、群馬県多野郡神流町と埼玉県秩父市の境にある峠である。

## 概要
標高は約780mである。

## 土坂トンネル
土坂トンネルは、峠を成す道路である群馬県道・埼玉県道71号高崎神流秩父線の一部として供用されているトンネルである。峠のほぼ真下に建設されている。

## 位置情報
- 北緯36度05分44.8秒 東経138度56分44.3秒 / 北緯36.095778度 東経138.945639度
- 万場(長野) - 地理院地図
- （土坂峠） - Google マップ

## 周辺
- 杉ノ峠